# کوه کیتلینگ
کوه کیتلینگ (به انگلیسی: Kitling Peak) یک کوه در ایالات متحده آمریکا است که در واشینگتن واقع شده‌است.